# Poplar River
Poplar River (odżibwe Kawawagichiwung) – rzeka w Ontario i Manitobie w Kanadzie. Ma około 160 km długości, uchodzi do jeziora Winnipeg od wschodu. Przy ujściu rzeki znajduje się Poplar River First Nation.